# Newmarket Saints
Newmarket Saints byl profesionální kanadský klub ledního hokeje, který sídlil v Newmarketu v provincii Ontario. V letech 1986–1991 působil v profesionální soutěži American Hockey League. Saints ve své poslední sezóně v AHL skončily v základní části. Své domácí zápasy odehrával v hale Ray Twinney Complex s kapacitou 3 700 diváků. Klubové barvy byly modrá a bílá.
Založen byl v roce 1986 po přestěhování St. Catharines Saints do Newmarketu. Zanikl v roce 1991 přestěhováním do St. John's, kde byl založen tým St. John's Maple Leafs. Klub byl během své existence farmou Toronta Maple Leafs.

## Umístění v jednotlivých sezonách
Stručný přehled
Zdroj: 
- 1986–1991: American Hockey League (Jižní divize)

Jednotlivé ročníky
Zdroj: 
Legenda: Z - zápasy, V - výhry, VP - výhry v prodloužení, R - remízy, P - porážky, PP - porážky v prodloužení, VG - vstřelené góly, OG - obdržené góly, +/- - rozdíl skóre, B - body, fialové podbarvení - reorganizace, změna skupiny či soutěže
| USA / Kanada (1986 – 1991) |                    |        |    |    |    |    |    |    |     |     |      |    |        |             |
| Sezóny                     | Liga               | Úroveň | Z  | V  | VP | R  | PP | P  | VG  | OG  | +/-  | B  | Pozice | Play-off    |
| 1986/87                    | AHL (Jižní divize) | 2      | 80 | 28 | –  | 4  | –  | 48 | 226 | 337 | -111 | 60 | 7.     | –           |
| 1987/88                    | AHL (Jižní divize) | 2      | 80 | 33 | –  | 8  | 6  | 33 | 282 | 328 | -46  | 80 | 6.     | –           |
| 1988/89                    | AHL (Jižní divize) | 2      | 80 | 38 | –  | 6  | –  | 36 | 339 | 334 | +5   | 82 | 4.     | Čtvrtfinále |
| 1989/90                    | AHL (Jižní divize) | 2      | 80 | 31 | –  | 16 | –  | 33 | 305 | 318 | -13  | 78 | 5.     | –           |
| 1990/91                    | AHL (Jižní divize) | 2      | 80 | 26 | –  | 9  | –  | 45 | 278 | 317 | -39  | 61 | 8.     | –           |